# 东山岭
东山岭，位于海南万宁，因三峰并峙，形似笔架，因此又名“笔架山”，与文峰塔隔河相望，是海南的游览避暑胜地。素有“海南第一山”之称。

## 简介
东山岭相传为古代仙人道士炼丹修性之处，名曰“小瀛洲”。 东山岭上有著名的佛教寺庙，最为有名的为潮音寺，此寺为纪念南宋抗金名将李纲而修建的。是海南开发较早服务成熟的旅游景点之一。东山岭同时也是海南四大名菜之一的东山羊的发源地。

## 轶事
2015年，江泽民携家人游览时作出了“不来这个海南名山遗憾了，这麼好的風景名勝海南要大力宣传，北京也要大力宣传，我回北京也為你们宣传宣传，以后这山就人山人海了”的评论。